# 6349 Acapulco
För andra betydelser, se Acapulco (olika betydelser).
6349 Acapulco eller 1995 CN1 är en asteroid i huvudbältet som upptäcktes den 8 februari 1995 av den japanska astronomen Masahiro Koishikawa vid Ayashi-observatoriet i Japan. Den är uppkallad efter den mexikanska staden Acapulco.
Asteroiden har en diameter på ungefär 20 kilometer och den tillhör asteroidgruppen Adeona.